# Милевский, Евгений Дмитриевич
Евгений Дмитриевич Милевский (бел. Яўген Дзмітрыевіч Мілеўскі, род. 14 января 1995, Гомель) — белорусский футболист, полузащитник клуба «Локомотив». Выступал за молодёжную сборную Беларуси.

## Карьера
Евгений начал карьеру в футбольном клубе «Гомель» из родного города. В сезоне 2012 он выступал за молодёжный состав и сыграл 14 матчей в возрасте 18 лет 4 месяцев и 3 дней. Дебют в основе «Гомеля» состоялся 17 мая 2013 года в матче против гродненского «Немана».
24 мая 2013 года вышел на замену в добавленное арбитром время, на последней добавленной минуте выполнил голевую подачу с углового, которая привела к взятию ворот борисовчан, обеспечившему первую за 10 лет победу «Гомеля» над БАТЭ в чемпионатах Беларуси.
В сезоне 2013 сыграл ещё несколько матчей за основу «Гомеля». В сезоне 2014 продолжительное время играл только за дубль, однако под конец стал появляться в стартовом составе на позиции опорного полузащитника. В ноябре 2014 года продлил контракт с клубом.
В сезоне 2015 стал основным опорным полузащитником команды. В сентябре и октябре отсутствовал из-за травмы, позднее вернулся в стартовый состав. В первой половине сезона 2017 играл в основном составе команды, позднее потерял место в основе и стал выступать за дубль. В январе 2018 года продлил соглашение ещё на один год. В сезоне 2018 Милевский вышел на замену всего лишь три раза. В августе перешёл в житковичский ЮАС.
В январе 2019 года стал игроком клуба «Энергетик-БГУ», однако уже в марте по соглашению сторон покинул его и присоединился к речицкому «Спутнику», однако через две недели вновь стал игроком «Гомеля». В первой половине сезона 2019 оставался на скамейке запасных, с лета стал чаще появляться в стартовом составе. В декабре 2019 года продлил контракт с гомельским клубом. В 2020 году зачастую выходил на замену.
В начале 2021 года тренировался со «Спутником», а позднее стал игроком пинской «Волны». Начинал сезон в стартовом составе команды, с сентября стал преимущественно выходить на замену. В январе 2022 года по соглашению сторон покинул пинский клуб и вскоре стал игроком гомельского «Локомотива». В январе 2023 года продлил контракт с гомельским клубом.

### В сборной
16 января 2015 года дебютировал в составе молодёжной сборной Беларуси в матче против Туркменистана в рамках Кубка Содружества. Всего за сборную провёл восемь матчей — все в первой половине 2015 года.